# Райхсгау Зальцбург
Увага:  Не вказане значення "common_name"

Райхсгау Зальцбург (нім. Reichsgau Salzburg) — райхсгау в Австрії часів націонал-соціалізму. Одне із сімох райхсгау, утворених на анексованій 1938 року нацистською Німеччиною території Федеративної держави Австрія, перетвореної на землю Австрія, у 1939—1942 роках — на Остмарку, а в 1942—1945 роках — на Альпійські та дунайські райхсгау. 

## Історія
З 1925 року в Австрійській Республіці за зразком Німецької імперії засновували гау НСДАП. Через заборону партії в 1933 році ці утворення діяли нелегально до 1938 року. У той час керував Зальцбурзьким гау Антон Вінтерштайгер.
13 березня 1938 колишня земля Зальцбург Федеративної держави Австрія у складі прирівняної до округу міської комуни Зальцбурга та адміністративних округів Галлайн, Санкт-Йоганн-ім-Понгау, Зальцбург-Ланд, Тамсвег і Цель-ам-Зеє ввійшла в Німецьку імперію (6 округів). Спочатку земля так і називалася — колишня земля Зальцбург (нім. ehemaliges Land Salzburg), або земельне губернаторство Зальцбург (нім. Landeshauptmannschaft Salzburg). 15 жовтня 1938 адміністративний округ Зальцбург-Ланд перейменовано на Зальцбург, а Санкт-Йоганн-ім-Понгау — на Бішофсгофен. 1 січня 1939 адміністративні округи (нім. Verwaltungsbezirke) перейменовано на райони (нім. Landkreise). 1 травня 1939 з набранням чинності Закону про структуру управління в Остмарці від 14 квітня 1939 р. було скасовано землю Австрія, а губернаторство Зальцбург перетворено на райхсгау Зальцбург.
Станом на 1 січня 1945 року райхсгау Зальцбург складалося з 6 районів: міського району Зальцбург і районів Бішофсгофен, Галлайн, Зальцбург, Тамсвег і Цель-ам-Зеє.

## Керівництво
На чолі гау стояв гауляйтер, значення якого ставала дедалі потужнішим, особливо після початку Другої світової війни. Місцеві гауляйтери відали справами пропаганди та нагляду, а з вересня 1944 р. — і фольксштурму та оборони гау.
Посаду гауляйтера в Зальцбурзі спочатку обіймав Фрідріх Райнер до 27 листопада 1941 року, а потім Густав Адольф Шеель, тоді як заступником гауляйтера протягом усього часу існування райхсгау з 1938 по 1945 рік був Антон Вінтерштайгер.